# Егоров, Семён Филиппович
Семён Филиппович Егоров (25 сентября 1928 года, дер. Ряполово, Калужская область — 14 октября 2008 года, Москва) — советский и российский учёный-педагог, академик РАО (2004).
Родился 25 сентября 1928 года в деревне Ряполово Сухиничского района Калужской области.
Окончил филологический факультет МГУ.
В 1983 году — защитил докторскую диссертацию.
Работал директором школы, научным редактором издательства Академии педагогических наук РСФСР, учёным секретарём главного учёного секретариата президиума Академии педагогических наук СССР.
Заведующий лабораторией истории отечественного образования и педагогической науки Института теории и истории педагогики РАО.
В 1993 году — избран членом-корреспондентом, а в 2004 году — академиком Российской академии образования, состоял в Отделении философии образования и теоретической педагогики.
Область научных интересов: история школы и педагогики в России, научный вклад Н. И. Пирогова, К. Д. Ушинского, П. Д. Юркевича в отечественную педагогику.
Основные труды
- «Теория образования в педагогике России начала ХХ в.» (1987);
- «Российское образование: история и современность» (1994);
- учебное пособие «Введение в историю дошкольной педагогики» (соавт., 2001).

## Награды
- Медаль ордена «За заслуги перед Отечеством» II степени (1998)[2]
- Премия Президента Российской Федерации — за комплект учебно-методических пособий по истории педагогики.